# リック・マイ・デカルズ・オフ、ベイビー
『リック・マイ・デカルズ・オフ、ベイビー』（Lick My Decals Off, Baby）は、ドン・ヴァン・ヴリートが率いるキャプテン・ビーフハート・アンド・ザ・マジック・バンドが1970年に発表したアルバムである。彼等は前作まではキャプテン・ビーフハート・アンド・ヒズ・マジック・バンドと名乗っており、その時代に発表した作品を含めると通算4作目のアルバムに相当する。

## 解説

### 経緯
キャプテン・ビーフハート・アンド・ヒズ・マジック・バンドは、1969年6月にアルバム『トラウト・マスク・レプリカ』を発表した後、制作に携わったヴァン・ヴリート、ジェフ・コットン（ギター）、ビル・ハークルロード（ギター）、マーク・ボストン（ベース・ギター）、ジョン・フレンチ（ドラムス）、ヴィクター・ヘイデン（バスクラリネット）の顔ぶれで、一度だけステージに立った。その後、『トラウト・マスク・レプリカ』の制作に際して作曲と編曲に大きな貢献をしたとされるフレンチがヴァン・ヴリートに放逐され、代わりにローディーのジェフ・バーチェルがドラムスを担当することになった。
ある晩、バーチェルはコットンと口論した挙句、彼を殴打して骨折させてしまった。コットンは『トラウト・マスク・レプリカ』の制作中からヴァン・ヴリートの支配を重荷に感じていたので、この事件をきっかけにバンドを脱退した。ヴァン・ヴリート達はバーチェルに5曲の演奏を教えて、ヴァン・ヴリート、ハークルロード、ボストン、バーチェル、ヘイデンの顔ぶれで、1969年10月にベルギーのアムージで開かれたFestival d'Amougiesの他、ヨーロッパで幾つかのステージに立った。
『トラウト・マスク・レプリカ』はイギリスでは1969年11月に発表されてアルバム・チャートで最高21位を記録したが、ヴァン・ヴリートはプロデュースしたフランク・ザッパをいろいろと批判し始めた。にもかかわらず、彼等は新作も引き続いてザッパのストレイト・レコードで制作することになったうえに、ヴァン・ヴリートはザッパが率いるザ・マザーズ・オブ・インヴェンション（MOI）の関係者をメンバーの欠員の補充に充てようとした。その結果、パーカッショ二ストのアート・トリップをドラマーに迎えたが、元MOIのイアン・アンダーウッド（木管楽器、キーボード）をギタリストとしてコットンの後任に採用する企ては失敗し、彼等はハークルロードだけをギタリストに擁したまま新作のリハーサルに入った。ハークルロードは前作でフレンチが担っていた編曲や音楽監督に相当する役割も務めた。
数か月に及んだリハーサルが終わり録音に入る直前にフレンチが呼び戻されて、トリップはエド・マリンバのステージ名でマリンバを担当することになった。ヴァン・ヴリート、ハークルロード、ボストン、フレンチ、トリップの5人は、1970年の夏、ハリウッドのサンセット大通りにあるユナイテッド・レコーディング・コープで、ヴァン・ヴリート自身のプロデュースで本作を録音した。ヴァン・ヴリートは前作に続いてディック・カンクをエンジニアに迎えたが、開始早々に彼を解雇して、代わりにエンジニアリングの経験が遥かに乏しいフィル・シェール（Phil Schier）を採用した。

### 内容
本作はギタリストが1人でパーカッショ二ストが2人という編成で制作されたが、その内容は高い評価を得た前作『トラウト・マスク・レプリカ』の延長線上にあると見なされている。ヴァン・ヴリートは『トラウト・マスク・レプリカ』のプロデューサーだったザッパの録音方法に不満を抱いたので、自分でプロデュースして納得がいく方法で録音した本作には満足したようで、1991年には本作を自分の最高作と見なしていた。
ハークルロードは、『トラウト・マスク・レプリカ』と異なりギタリストは自分だけだったこと、自分が音楽監督を務めたり編曲に携わったりしたことを理由に、ヴァン・ヴリートとの活動で生まれた作品の中で本作を最も気に入っているが、ヴァン・ヴリートにはプロデュースの経験がなくレコーディングの知識にも乏しかったことから彼の希望が完全に満たされた録音ではなかったのでは、と推測している。一方、フレンチは、『トラウト・マスク・レプリカ』は2枚組であったにも拘らずミキシング作業を含めてわずか4日間で制作されたが、本作には録音にもミキシングにも十分な時間が取られたので、『トラウト・マスク・レプリカ』を上回る仕上がりになったと評している。
アルバム・ジャケットの裏面には、のちに画家になるヴァン・ヴリートが画いた絵と、アルバム・タイトルと同じ題名の詩が掲載された。この詩はタイトル曲の歌詞とは別のものである。

### 評価
本作は初のキャプテン・ビーフハート・アンド・ザ・マジック・バンド名義のアルバムとして、アメリカでは1970年12月、イギリスでは1971年1月に発表され、ローリング・ストーンやメロディ・メイカーなどの音楽誌で概ね好意的な評価を得た。しかしアメリカでの売れ行きは前作同様に低調で、またしてもチャート入りはならなかった。一方、イギリスのアルバム・チャートでは最高20位を記録した。

## 映像
本作の宣伝の為に、ヴァン・ヴリートと覆面をしたメンバーが出演する1分程度の白黒映像が撮影された。Channel 13のアナウンサーによるアルバム・タイトルのアナウンスと収録曲の「ウォー・イズ・アー・ミー・ボップ」が用いられ、制作費は1400ドル程度であった。リプリーズ・レコードの親会社であるワーナー・ブラザーズはLos Angeles Free Pressにこの映像が放映される日時を掲載した。しかしChannel 11をはじめ、大手の放送局はアルバム・タイトルを嫌って放映せず、全米放送事業者協会も同じ理由で放映を中止した。地方局の幾つかは放映したが、手紙や電話での抗議を受けたという。このような騒動の結果、この映像は却って公共の関心を呼び、ニューヨーク近代美術館のコレクションに収められた。

## 収録曲
作詞・作曲は全曲Don Van Vlietによる。収録曲の邦題は日本盤CDに準拠。

### オリジナルLP
| #         | タイトル                                                            | 作詞  | 作曲・編曲 | 時間 |
| --------- | ------------------------------------------------------------------- | ----- | ---------- | ---- |
| 1.        | 「リック・マイ・デカルズ・オフ、ベイビー Lick My Decals Off, Baby」 |       |            | 2:38 |
| 2.        | 「ドクター・ダーク Doctor Dark」                                    |       |            | 2:46 |
| 3.        | 「アイ・ラヴ・ユー、ビッグ・ダミー I Love You, You Big Dummy」      |       |            | 2:54 |
| 4.        | 「ピーオン Peon」                                                   |       |            | 2:24 |
| 5.        | 「べラリン・プレイン Bellerin' Plain」                              |       |            | 3:35 |
| 6.        | 「ウォー・イズ・アー・ミー・ボップ Woe-is-uh-Me-Bop」               |       |            | 2:06 |
| 7.        | 「ジャパン・イズ・イン・ア・ディッシュパン Japan in a Dishpan」     |       |            | 3:00 |
| 合計時間: | 合計時間:                                                           | 19:23 |            |      |

| #         | タイトル                                                                                                  | 作詞  | 作曲・編曲 | 時間 |
| --------- | --- | ----- | ---------- | ---- |
| 1.        | 「アイ・ウォナ・ファインド・ア・ウーマン I Wanna Find a Woman That'll Hold My Big Toe Till I Have to Go」 |       |            | 1:53 |
| 2.        | 「ペトリファイド・フォレスト Petrified Forest」                                                           |       |            | 1:40 |
| 3.        | 「ワン・レッド・ローズ・ザット・アイ・ミーン One Red Rose That I Mean」                                   |       |            | 1:52 |
| 4.        | 「バギー・ブギー・ウギー The Buggy Boogie Woogie」                                                        |       |            | 2:19 |
| 5.        | 「スミソニアン・インスティテュート・ブルース The Smithsonian Institute [sic] Blues (or the Big Dig)」     |       |            | 2:11 |
| 6.        | 「スペース‐エイジ・カップル Space-Age Couple」                                                            |       |            | 2:32 |
| 7.        | 「クラウズ・アー・フル・オブ・ワイン The Clouds Are Full of Wine (not Whiskey or Rye)」                   |       |            | 2:50 |
| 8.        | 「フラッシュ・ゴードンズ・エイプ Flash Gordon's Ape」                                                     |       |            | 4:15 |
| 合計時間: | 合計時間:                                                                                                 | 19:32 |            |      |

### CD
| #         | タイトル                                                                                                  | 作詞  | 作曲・編曲 | 時間 |
| --------- | --- | ----- | ---------- | ---- |
| 1.        | 「リック・マイ・デカルズ・オフ、ベイビー Lick My Decals Off, Baby」                                       |       |            | 2:38 |
| 2.        | 「ドクター・ダーク Doctor Dark」                                                                          |       |            | 2:46 |
| 3.        | 「アイ・ラヴ・ユー、ビッグ・ダミー I Love You, You Big Dummy」                                            |       |            | 2:54 |
| 4.        | 「ピーオン Peon」                                                                                         |       |            | 2:24 |
| 5.        | 「べラリン・プレイン Bellerin' Plain」                                                                    |       |            | 3:35 |
| 6.        | 「ウォー・イズ・アー・ミー・ボップ Woe-is-uh-Me-Bop」                                                     |       |            | 2:06 |
| 7.        | 「ジャパン・イズ・イン・ア・ディッシュパン Japan in a Dishpan」                                           |       |            | 3:00 |
| 8.        | 「アイ・ウォナ・ファインド・ア・ウーマン I Wanna Find a Woman That'll Hold My Big Toe Till I Have to Go」 |       |            | 1:53 |
| 9.        | 「ペトリファイド・フォレスト Petrified Forest」                                                           |       |            | 1:40 |
| 10.       | 「ワン・レッド・ローズ・ザット・アイ・ミーン One Red Rose That I Mean」                                   |       |            | 1:52 |
| 11.       | 「バギー・ブギー・ウギー The Buggy Boogie Woogie」                                                        |       |            | 2:19 |
| 12.       | 「スミソニアン・インスティテュート・ブルース The Smithsonian Institute [sic] Blues (or the Big Dig)」     |       |            | 2:11 |
| 13.       | 「スペース‐エイジ・カップル Space-Age Couple」                                                            |       |            | 2:32 |
| 14.       | 「クラウズ・アー・フル・オブ・ワイン The Clouds Are Full of Wine (not Whiskey or Rye)」                   |       |            | 2:50 |
| 15.       | 「フラッシュ・ゴードンズ・エイプ Flash Gordon's Ape」                                                     |       |            | 4:15 |
| 合計時間: | 合計時間:                                                                                                 | 38:55 |            |      |

デジタル・リマスター盤が『サン・ズーム・スパーク:1970・トゥ・1972』（2014年）として入手可能。

## 参加ミュージシャン
- Captain Beefheart （Don Van Vliet） – ヴォーカル、バスクラリネット、テナー・サクソフォーン、ソプラノ・サクソフォーン、ハーモニカ
- Zoot Horn Rollo （Bill Harkleroad） – ギター、グラス・フィンガー・ギター
- Rockette Morton （Mark Boston） – ベース・ギター
- Drumbo （John French） – ドラムス、ブルーム
- Ed Marimba （Art Tripp） – マリンバ、パーカッション、ブルーム